# Howell Cobb
Howell Cobb, född 7 september 1815 i Jefferson County, Georgia, USA, död 9 oktober 1868 i New York, var en amerikansk demokratisk politiker och generalmajor i Amerikas konfedererade staters armé Confederate States Army i amerikanska inbördeskriget.
Han var ledamot av USA:s representanthus 1843–1851, varav de två sista åren talman. Han var en anhängare av James K. Polk när det gällde mexikanska kriget. Han var guvernör i Georgia 1851–1853. Han var åter ledamot av representanthuset 1855–1857 och sedan finansminister under president James Buchanan 1857–1860.
Cobb hade tidigare varit en anhängare av att hålla sydstaterna kvar i USA, men när han avgick från Buchanans kabinett, hade han ändrat åsikt och blivit en ledande företrädare för utträdet ur unionen. Han var ordförande för konstitutionskonventet för Amerikas Konfedererade stater 1861 och talman för Konfedererade staternas provisoriska kongress Provisional Confederate Congress 1861–1862. Cobb lämnade politiken för att delta i inbördeskriget.
Han tog värvning som överste i infanteriet men befordrades redan 13 februari 1862 till brigadgeneral. Följande året befordrades han till generalmajor. Han var en motståndare till Robert E. Lees förslag i slutskedet av kriget att värva slavar till Confederate States Army. Enligt Cobbs åsikt kunde man inte göra soldater av slavar och om de skulle visa sig vara duktiga soldater, skulle teorin bakom slaveriet visa sig vara falsk: "You cannot make soldiers of slaves, or slaves of soldiers. The day you make a soldier of them is the beginning of the end of Revolution. And if slaves seem good soldiers, then our whole theory of slavery is wrong." Cobb kapitulerade 20 april 1865 i Macon.
Cobb avled i hjärtinfarkt när han var på semesterresa i New York. Hans grav finns på Oconee Hill Cemetery i Athens.